# Peperomia controversa
Peperomia controversa är en pepparväxtart som beskrevs av C. Dc.. Peperomia controversa ingår i släktet peperomior, och familjen pepparväxter. Inga underarter finns listade i Catalogue of Life.